# Like Someone in Love
Like Someone in Love – solowy album muzyczny amerykańskiego pianisty jazzowego Tommy’ego Flanagana nagrany 2 czerwca 1990 w Nowym Jorku. Płyta wydana została w 1990 przez japońską wytwórnię Yamaha w serii "The Great Jazz Piano Series".

## Muzycy
- Tommy Flanagan – fortepian

## Lista utworów
| 1. | "When Lights Are Low" (Benny Carter, Spencer Williams)                                                                           |  |
|    | |  |
| 2. | Medley: |  |
|    | - "Prelude to a Kiss" (Duke Ellington) - "Chelsea Bridge" (Billy Strayhorn) - "In My Solitude" (Duke Ellington) - "All Too Soon" |  |
| 3. | "A Sleepin' Bee" (Harold Arlen)                                                                                                  |  |
|    | |  |
| 4. | "Raincheck" (Billy Strayhorn) |  |
|    | |  |
| 5. | Medley: |  |
|    | - "Embraceable You" (George Gershwin) - "Quasimodo"                                                                              |  |
| 6. | "Angel Eyes" (Matt Dennis) |  |
|    | |  |
| 7. | "Like Someone in Love" (Jimmy Van Heusen)                                                                                        |  |
|    | |  |
| 8. | "'Round Midnight" (Thelonious Monk)                                                                                              |  |
|    | |  |
| 9. | "Eclypso" (Tommy Flanagan) |  |
|    | |  |